# Poul Georg Lindhardt
Poul Georg Lindhardt (känd som P.G. Lindhardt), född den 12 december 1910, död den 30 september 1988, var professor i teologi vid Aarhus universitet och en av de fyra stora Århusteologerna.
P.G. Lindhardt var far till Roskilde stifts förre biskop Jan Lindhardt och till rektorn för Pastoralseminariet Mogens Lindhardt samt farfar till skådespelaren Thure Lindhardt.